# Villamayor de Santiago
Villamayor de Santiago è un comune spagnolo di 2 617 abitanti situato nella comunità autonoma di Castiglia-La Mancia.